# Haruna Yusif
Haruna Yusif – ghański piłkarz grający na pozycji prawego obrońcy. W swojej karierze grał w reprezentacji Ghany.

## Kariera klubowa
W swojej karierze piłkarskiej Yusif grał w klubie Asante Kotoko SC.

## Kariera reprezentacyjna
W 1978 roku Yusif był w kadrze Ghany na Puchar Narodów Afryki 1978. Z Ghaną wywalczył mistrzostwo Afryki, jednak nie zagrał w tym turnieju żadnego meczu. Z kolei w 1980 roku był w kadrze Ghany na Puchar Narodów Afryki 1980. Nie wystąpił w nim ani razu.
W 1982 roku Yusif został powołany do reprezentacji Ghany na Puchar Narodów Afryki 1982. Wywalczył z nią mistrzostwo Afryki. Na tym turnieju zagrał w pięciu meczach: grupowych z Libią (2:2), z Kamerunem (0:0) i z Tunezją (1:0), półfinałowym z Algierią (3:2) i w finale z Libią (1:1, k. 7:6).